# Rudolf Šajdek
Rudolf Šajdek (2. leden 1915, Ostrava - Ostrava) byl fotbalista, hokejista (dobově footbalista, hockeyista), sportovní aktivista a podnikavec.

## Sportovec
Dne 3. listopadu 1930 nahlásil fotbalový klub SK Slovan Rudolfa Šajdka jako nový přírůstek do dorosteneckého týmu. Rudolf Šajdek hrál již před registrací u Slezské župy footballu. Na začátku 30. let dvacátého století byl stále obsazován jako dorostenec. V roce 1945 hrál za CAFK Hrabová a v následujícím roce přestoupil do SK Hrabůvka. V roce 1947 zvažoval přestup do Sparty Stará Bělá, ale oznámený přestup odvolal.
Jako spousta dalších hrál v zimní sezóně hokej. Nejprve za svůj klub Slovan, později hrál za Železničáře Ostrava a svou hrou se zasloužil o mnohá vítězství týmu.

## Organizátor
Už ve 30. letech dvacátého století organizoval hokejové zápasy. Po 2. světové válce se stal jednatelem Slezské župy hockeyové. V roce 1947 organizoval brigádníky.

## Zimní stadion
Zapálený sportovec Rudolf Šajdek si byl vědom, že bez sportovních areálů se sport nedá provozovat. Stal se jednatelem přípravného výboru družstva pro výstavbu zimního stadionu v Ostravě. Jako sekretář tohoto výboru vyzýval k dobrovolným darům v jakékoli výši. Předsedou „Ostravský zimní stadion - družstvo pro vybudováni a provoz zimního stadionu" se stal Josef Kotas, který provedl v dubnu 1947 slavnostní výkop. Od 3. dubna 1947 začal platit zákon č.42/1947 Sb. - Zákon o některých opatřeních ve stavebnictví souvisejících s dvouletým hospodářským plánem. Stavební práce na stavbách, neobsažených ve dvouletém plánu, bylo možno prováděti jen, byla-li potřeba stavebnin a pracovních sil pro ně kryta z místních zdrojů tak, že tyto stavebniny a pracovní síly nebyly odňaty stavbám, stanovených dvouletým plánem. Josef Kotas, jako předseda KNV, neměl problém splnění podmínek potvrdit, a stavba stadionu mohla pokračovat.
Až v září roku 1947 družstvo zvolilo provozní výbor, jehož členem se stal Rudolf Šajdek. Není prokázáno, že by Rudolf Šajdek byl projektantem stadionu, s výkresy stadionu prokazatelně pracoval. Valná hromada družstva se dne 25. května 1951 usnesla vstoupit do likvidace a odevzdat zimní stadion v Ostravě do vlastnictví města Ostravy. Byli stanoveni čtyři likvidátoři; jedním z likvidátorů byl Rudolf Šajdek. Stadion byl znám jako Zimní stadion Josefa Kotase.

## Ústřední stadion odborářů
Další aktivitou Rudolfa Šajdka byla iniciace stavby velkého ústředního stadionu v Ostravě, později známého jako Stadion odborářů. Myšlenka měla podporu komunistických orgánů, protože velká plocha stadionu umožňovala hromadná cvičení se stovkami cvičenců. Podpora Ústředního stadionu se objevila v tisku.
Zpočátku pracoval ve věci stadionu po pracovní době, mimo svou práci vedoucího střediska Závodu OS 878 Ostrava (Československé stavební závody). Později bylo rozhodnuto o uvolnění z podniku Stavomontáže, který existoval po reorganizaci ČSSZ pouze od 1. ledna 1953 do 30. června 1953. Stal se stavbyvedoucím stavby Ústřední stadion odborářů. Hlavní náplní jeho práce bylo shánění podpory stavby u vlivných funkcionářů a hledání cestiček, jak v době přídělového hospodářství pokračovat ve stavbě.
Ani v roce 1950 nebyl dostatek stavebních pracovních sil a dostatek stavebního materiálu. Všechen stavební materiál a všechny pracovní síly byly nasměrovány na stavby celostátního významu. Československé hospodářství se z vůle Sovětského svazu orientovalo na těžký průmysl, a tak byly tyto stavby považovány dokonce za stavby významu mezinárodního. I subjektům, které stavěly stavby s hospodářským významem bylo doporučováno, aby využívaly místních zdrojů a nežádaly okresní národní výbory o příděly stavebního materiálu. Místními zdroji se rozuměly například demolice, nazývané bouračky. Za příklad bylo dáváno JZD, které si i cement obstaralo svépomocí, tj. od člena družstva.

## Obraty
V polovině roku 1956 se mohli čtenáři Nové svobody dočíst, že se na stadionu od roku 1955, kdy se uskutečnila Spartakiáda,nepracovalo. V článku se stadion nazýval „stadion odborářů". Během roku 1957 tisk poukazoval na průtahy stavby stadionu, který novináři s ohledem na pracující nazvali „stadion Tatranu Ostrava". Stadion byl jednou ze staveb, které byly zahájeny s velkou pompou, ale dokončení se vleklo. Stadion měl ambice stát se druhým největším v Československu, a proto byl ze sportovních staveb nejviditelnější. Další rozestavěná tělovýchovná zařízení byla zařazena do „akce Z" a nadále řízena v duchu směrnic. Novináři po několika letech vytáhli téma nekoncepčnosti výstavby stadionů v Ostravě, za kterou nenesl nikdo zodpovědnost.
Na konci roku 1957 tisk informoval o finančních nesrovnalostech. Rudolf Šajdek byl obžalován z chování, které neodpovídalo péči řádného hospodáře. Mělo jít o neoprávněné nakládání s dotacemi a vyplácení mezd brigádníkům. Dále měl vést stavbu bez řádné projektové dokumentace. Lidovým soudem trestním v Ostravě byl nepodmíněně odsouzen k odnětí svobody na 12 let a ztrátě občanských práv. Vynesený rozsudek byl v duchu tzv. socialistické zákonnosti, tj. exemplární a nepřiměřený. Po odvolání odsouzeného byl trest snížen na 8 let odnětí svobody. Rozsudek byl publikován v médiích společně s komentářem, že odsouzený je velký mluvka a nesebekritický člověk s velikášskými sklony.
Socialistická zákonnost měla další vlastnost - nepředvídatelnost. Rudolf Šajdek byl po čase rehabilitován a odškodněn.

## Moravskoslezský hrad
Jméno Rudolfa Šajdka se po letech objevilo na stránkách novin. Jako důchodce se dočkal pochvalného článku, který o něm mluvil jako o ostravském patriotovi, který zvelebuje Ostravu. Z národního výboru byl osloven, aby vypracoval rozpočet na celkovou úpravu slezskoostravského hradu včetně výstavby stylové vinárny. Byl vydán souhlas Národního výboru v Ostravě a Rudolf Šajdek se pustil do stavebních prací se svou partou důchodců, s kterými měl rozdělané i další stavby po Ostravě.
V roce 2007 byla popsána výstavba vinárny jako příčina zániku autentické historické části slezskoostravského hradu-staré bašty. Je popsána činnost Rudolfa Šajdka, který bez povolení zdevastoval nádvoří hradu. Nepovolené zásahy se po protestu památkářů podařilo zastavit až v roce 1983.